# Metoklopramid
Metoklopramid je antagonist dopamina, u isto vrijeme i antiemetik i propulziv. Kemijski gledano spada u skupinu sulfonamida, ali nema antibakterijski učinak. 

## Farmakoterapijska skupina i djelovanje
Iskazuje parasimpatomimetsku aktivnost, a također je i dopaminski antagonist u središnjem živčanom sustavu s izravnim učinkom na kemoreceptorsku okidačku zonu. Povećava prag osjetljivosti dopaminskih receptora, i smanjuje prijenos podražaja iz gastrointestinalnog sustava do centra za povraćanje u mozgu, te tako sprječava povraćanje. Posjeduje i antagonističke učinke na serotoninskim receptorima. Rezultat kombinacije navedenih učinaka očituje se u povećanju praga za povraćanje i ubrzanju pražnjenja želuca, što mu daje jedinstvene antiemetske odlike. Stimulira motilitet gornjeg gastrointestinalnog sustava, te ubrzava peristaltiku želuca i dvanaesnika. Dovodi do podizanja tonusa gastroezofagealnog sfinktera u mirovanju, kao i do popuštanja sfinktera pilorusa. Učinci metoklopramida nastupaju 30-60 minuta poslije oralne primjene, 10-15 minuta poslije intramuslularne i 1-3 minuta poslije intravenske primjene. 

## Terapijske indikacije
Primijenjen peroralno, metoklopramid je indiciran za liječenje:
- smetnji motiliteta probavnog sustava s dispeptičkim manifestacijama (mučnina, povraćanje, osjećaj nadutosti i podrigivanja);
- gastroezofagealnog refluksa;
- postoperativne gastrične staze;
- dijabetične gastropareze.

Primijenjen parenteralno, metoklopramid je indiciran kod:
- postoperativne mučnine i povraćanja;
- postoperativne gastrične staze;
- dijabetične gastropareze;
- pripreme za radiološka ispitivanja želuca i/ili jednjaka;
- endoskopiranja i biopsije tankog crijeva.

## Kontraindikacije
- Preosjetljivost na metoklopramid, srodne sulfonamide ili na neki sastojak produkta;
- gastrointestinalno krvarenje, mehaničke opstrukcije, perforacija;
- epilepsija;
- feokromocitom (osim ako se primjenjuje kao provokacijski dijagnostički test);
- postojanje prolaktinoma i tumora ovisnih o prolaktinu;
- istodobna primjena s lijekovima koji mogu uzrokovati ekstrapiramidne reakcije;
- bolesnici u kojih su antipsihotici izazvali tardivnu diskineziju.

## Mjere opreza
Bolesnici koji boluju od parkinsonove bolesti, hipertenzije, tumora dojke, bolesnici s oštećenom funkcijom bubrega, osobe s depresijom u anamnezi, kao i starije osobe i djeca do 14 godina starosti zahtijevaju posebne mjere opreza. 

## Interakcije
- Istodobna primjena s alkoholom i depresorima središnjeg živčanog sustava može dovesti do pojačanja sedativnog djelovanja.
- MAO inhibitori, antipsihotici, triciklični antidepresivi i simpatomimetici povećavaju mogućnost pojave ekstrapiramidnih simptoma pri istodobnoj primjeni s metoklopramidom.
- Cimetidin, digoksin, antiparkinsonici, opioidni analgetici, spazmolitici i antikolinegici smanjuju djelovanje metoklopramida.
- Metoklopramid istodobno primijenjen s ciklosporinom, meksiletinom, paracetamolom, salicilatima, diazepamom, litijem i tetraciklinima povećava njihovu apsorpciju i toksičnost.
- Ako se metoklopramid i sukcinilkolin istodobno primjene može nastupiti produljena neuromuskularna blokada.

## Trudnoćaidojenje
Metoklopramid bi se tijekom trudnoće trebao koristiti samo ako je potencijalna korist veća od mogućih opasnosti za fetus. Metoklopramid se izlučuje u majčino mlijeko i posebna pažnja mora se posvetiti ako se metoklopramid koristi tijekom razdoblja dojenja.

## Posebna upozorenja
Primjena metoklopramida mora se odmah prekinuti u slučaju pojave ekstrapiramidnih simptoma. Metoklopramid se ne bi trebao dugotrajno primjenjivati. Anksioznost, uznemirenost, te pospanost mogu se javiti pri brzoj primjeni nerazrijeđenog metoklopramida.

## Utjecaj na sposobnost upravljanja vozilima i strojevima
Lijek može smanjiti psihofizičke sposobnosti upravljanja vozilima i strojevima.

## Doziranje

### Peroralna primjena
Odrasli:
Pojedinačna oralna doza je 10 mg. Dnevna oralna doza je 3-4 puta po 10 mg, uzima se otprilike 30 minuta prije jela i prije spavanja. Najveća pojedinačna doza ne bi smjela biti veća od 20 mg.

Djeca:
Djeca do 14 godina starosti: 0,1 mg/kg tjelesne težine kao pojedinačna doza ili ukupna dnevna doza od 0,5 mg/kg tjelesne težine/dnevno, podijeljeno u tri davanja, 30 minuta prije jela.

### Parenteralna primjena
Odrasli: 
Postoperativne mučnine i povraćanja: 10-20 mg na kraju operativnog zahvata; ako je potrebno može se ponoviti nakon svakih 4 - 6 sati. 

Pripreme za radiološka ispitivanja želuca i/ili jednjaka i endoskopiranje i biopsija tankog crijeva: 10 mg intravenski (u trajanju 1-2 minute) prije zahvata.

Postoperativna gastrična staza i dijabetična gastropareza: 10 mg intramuskularno ili intravenski 4 puta dnevno sve dok nije moguća oralna primjena.

Djeca:
Pripreme za radiološka ispitivanja želuca i/ili jednjaka i endoskopiranje i biopsija tankog crijeva:  primjenjuje se 2.5-5.0 mg u djece od 6 do 14 godina starosti, odnosno 0,1 mg/kg tjelesne težine u djece ispod 6 godina starosti. Primjenjuje se intravenski polaganim davanjem tijekom 1-2 minute. Za ostale indikacije dnevna doziranja ne bi trebala biti veća od 0,5 mg/kg tjelesne težine.

### Doziranje u osoba s oštećenom funkcijom bubrega
U bolesnika s oštećenom funkcijom bubrega potrebna je prilagodba doziranja. Pri tome se mogu koristiti sljedeće preporuke: kreatininski klirens od 10 do 50 ml/min - primjenjuje se 75% uobičajene doze i kreatininski klirens manji od 10 ml/min - primjenjuje se 50% uobičajene doze, uz normalne intervale primjene.

## Predoziranje
Nije zabilježen letalni ishod u slučajnom predoziranju, čak ni u slučaju velikih doza uzetih s namjerom samoubojstva. U slučaju predoziranja javljaju se konfuzija, razdražljivost, abdominalni bolovi, somnolencija, vrtoglavica, ekstrapiramidni simptomi, bradikardija, agitacija, hiper/hipotenzija trizmus. Nema specifičnog antidota. Poduzimaju se simptomatske mjere (ispiranje želuca, aktivni ugljen, antikolinergici, miorelaksansi).  Neuroleptični maligni sindrom može se liječiti primjenom dantrolena i/ili bromokriptina. Methemoglobinemija se liječi toluidinom ili metilenskim plavilom.

## Nuspojave
Nuspojave izazvane primjenom metoklopramida ovise o doziranju i vremenu uzimanja. Glavne nuspojave su neurološke i psihičke naravi uključujući, pospanost, umor, iritabilnost, tremor, sedaciju i depresiju. Ekstrapiramidni simptomi su učestaliji u žena i u djece. Ove se reakcije ispoljavaju u obliku trizmusa, tortikolisa, grčenja lica, opistotonusa, bradikinezije, okulogirnih kriza, disfagije, urinarne retencije i tetanusu sličnih reakcija. Ekstrapiramidni simptomi javljaju se unutar 36 sati od početka primjene i nestaju 24 sata nakon prekida primjene. Nesanica, uzbuđenost, glavobolja, depresija, delirij, manija i disforija mogu se javiti rijetko, kao i neuroleptični maligni sindrom. Zbog pojačanog izlučivanja prolaktina u nekih je pacijenata moguća pojava ginekomastije, galaktoreje i povećanja grudi. Prijavljene su i abdominalne smetnje, aritmije, hipotenzija i hipertenzivne krize, urtikarija, makulopapularni osipi, anafilaksija.